# Martin Kohler
Martin Kohler (Walenstadt, Cantón de San Galo, 17 de julio de 1985) es un ciclista suizo.
Siendo amateur corrió varias carreras profesionales en 2007 que le hicieron fichar por el modesto equipo Hadimec a finales de ese año. Su primera victoria profesional la consiguió ese año con la selección suiza, poco después de fichar por el Hadimec, una etapa del Tour del Porvenir. En 2008 fichó por el BMC Racing Team, equipo en el que corrió hasta el año 2014. Para la siguiente temporada recaló en las filas del Drapac Cycling.

## Palmarés
2007
- 1 etapa del Tour del Porvenir

2011
- Campeonato de Suiza Contrarreloj
- 3.º en el Campeonato de Suiza en Ruta

2012
- Campeonato de Suiza en Ruta

2013
- 3.º en el Campeonato de Suiza en Ruta

## Resultados en Grandes Vueltas y Campeonatos del Mundo
| Carrera              | Carrera              | 2008 | 2009 | 2010 | 2011  | 2012 | 2013 | 2014 | 2015 | 2016 |
| -------------------- | -------------------- | ---- | ---- | ---- | ----- | ---- | ---- | ---- | ---- | ---- |
|                      | Giro de Italia       | —    | —    | Ab.  | Ab.   | —    | —    | —    | —    | —    |
|                      | Tour de Francia      | —    | —    | —    | —     | —    | —    | —    | —    | —    |
|                      | Vuelta a España      | —    | —    | —    | 111.º | —    | 66.º | —    | —    | —    |
| Mundial en Ruta      | Mundial en Ruta      | —    | —    | Ab.  | 87.º  | —    | —    | —    | —    | —    |
| Mundial Contrarreloj | Mundial Contrarreloj | —    | —    | —    | 40.º  | —    | —    | —    | —    | —    |

—: no participa

Ab.: abandono

## Equipos
- Hadimec (2007)[2]
- BMC Racing Team (2008-2014)
- Drapac Cycling (2015)
- Roth-Skoda (2016)